# 9861 Jahreiss
9861 Jahreiss este un asteroid din centura principală de asteroizi.

## Descriere
9861 Jahreiss este un asteroid din centura principală de asteroizi. A fost descoperit pe 9 septembrie 1991 la Tautenburg de Lutz Dieter Schmadel și Freimut Börngen. Asteroidul prezintă o orbită caracterizată de o semiaxă mare de 2,23 ua, o excentricitate de 0,14 și o înclinație de 2,9° în raport cu ecliptica.